# ELAN (Programmiersprache)
ELAN (kurz für Educational LANguage) ist eine an der Technischen Universität Berlin und dem GMD-Forschungszentrum Informationstechnik – auf Anregung des Arbeitskreises „Schulsprache“ – weiterentwickelte Programmiersprache aus der ALGOL-Familie.

## Weitere Einzelheiten
1976 wurde an der TU-Berlin (Fachbereich Softwaretechnik), in Zusammenarbeit mit Nixdorf Computer, ein Forschungsprojekt durchgeführt, mit dem Ziel, ELAN in den Schulen einsetzen zu können. Der zugehörige (ELAN-)Compiler wurde mit der Sprache CDL2 entwickelt.
Basis von ELAN ist die ebenfalls an der Technischen Universität Berlin entstandene Sprachfamilie SLAN. Ziel der Entwicklung war, neben der leichten Benutzbarkeit in Schulen, auch die leichte Erlernbarkeit.
Zu den Eigenschaften, die unter anderem das Erlernen der Top-Down Programmierung erleichtern sollen, gehören beispielsweise die sogenannten refinements. Im Programmcode wird zunächst im Klartext beschrieben, was getan werden soll; diese Beschreibungen werden anschließend erläutert.
Beispiel:
```
werte vorbelegen;
rechnen.

werte vorbelegen:
INT CONST a := 27;
INT CONST b := 15.

rechnen:
INT CONST antwort := a + b.

PROC eine prozedur (TEXT CONST txt):
  IF txt = "a" THEN
    putline ("a wurde übergeben");
  ELIF txt = "b" THEN
    putline ("b wurde übergeben");
  ELSE
    putline ("etwas anderes wurde übergeben");
  FI;
END PROC eine prozedur;

```

Diese Refinements sind in anderen Programmiersprachen unbekannt und können am ehesten mit parameterlosen Makros verglichen werden. Bei geschickter Verwendung von Refinements sind ELAN-Programme weitgehend selbsterklärend.
Es gab in der Sprache auch bereits eine umfangreiche Modularisierung, wie sich diese später in Sprachen wie Java findet.

### Verbreitung
Die Betriebssysteme L2 und L3 wurden zum Großteil in ELAN geschrieben. L2 ist auch bekannt unter dem Namen EUMEL ("Extendable Multi User Microprocessor ELAN System").
Eine der ersten Schulen, in deren Informatikunterricht ELAN Eingang fand, waren schon vor 1978 das Ceciliengymnasium in Bielefeld und ab 1980 das Max-Planck-Gymnasium. Im gleichen Jahr wurde am Carl-Duisberg-Gymnasium in Wuppertal ein ELAN-basiertes Zwei-Platz-System eingerichtet, an dem Schüler in ELAN zu programmieren lernten. Ab 1981 wurde ELAN auf einem 5-Platz-L2-System im Informatikunterricht am Gymnasium Wesermünde in Bremerhaven unterrichtet. Am Schulzentrum Aspe (Rudolph-Brandes-Gymnasium) in Bad Salzuflen sowie am Dietrich-Bonhoeffer-Gymnasium in Wiehl wurden ab ca. 1982 für etliche Jahre Mehrplatz-Systeme (Multiuser) mit mehreren Terminals und zentralen PCs unter EUMEL zur Programmier-Ausbildung mit ELAN betrieben. Auch am Helmholtz-Gymnasium sowie am Collegium Josephinum in Bonn, am Dietrich-Bonhoeffer Gymnasium in Wiehl, am Freiherr-vom-Stein-Gymnasium in Kleve, am Gymnasium Warstade in Hemmoor und am Gymnasium Otterndorf in Otterndorf wurde in den 1980er Jahren Informatik mit ELAN und EUMEL unterrichtet. Noch bis Ende der 1980er Jahre wurde ELAN in Berufsfachschulen für Wirtschaft im Rahmen des EDV-Unterrichts gelehrt; so zum Beispiel an den Berufsbildenden Schulen in Einbeck.
An der TU-Berlin wurde Mitte der 1980er Jahre ein Forschungsprojekt zusammen mit der Fa. NIXDORF durchgeführt. Dabei wurde von Bernhard Gramberg ein eigenes Betriebssystem für die 8870/U entwickelt und auf diesem Rechner ELAN implementiert. Damit konnte sich NIXDORF an der damals laufenden Ausschreibung für neue Schulrechner beteiligen. Im Rahmen dieses Forschungsprojektes wurde an der TU-Berlin über Jahre die Lehrerfortbildung der Berliner Schulen mit ELAN durchgeführt.
ELAN ist bis heute auf diversen Applikationen im Einsatz (vgl. L3).